# August Horislav Krčméry
August Horislav Krčméry (ur. 1 listopada 1822 w Hornej Mičinej, zm. 9 marca 1891 w Badínie) – słowacki duchowny ewangelicki, publicysta religijny, kompozytor pieśni religijnych, działacz kulturalno-oświatowy pokolenia „szturowców”. Używał pseudonimu „A. Pohronský”.
Uczył się początkowo w gimnazjum w Bańskiej Bystrzycy, w latach 1836–1838 w liceum w Bańskiej Szczawnicy, a od 1838 r. w liceum w Bratysławie. Następnie wyjechał do Niemiec, gdzie w 1844 r. ukończył seminarium ewangelickie w Wittemberdze. W latach 1844–1847 pracował jako kapłan ewangelicki w Tisovcu, a od 1848 – w parafii we Vrbicy u Michala Hodžy. Później został proboszczem w sąsiednim Liptowskim Mikułaszu. W 1855 r. powrócił w strony rodzinne, gdzie w latach 1855–1874 był proboszczem w Hronseku, a od 1874 r. do śmierci – w Badínie.
Poza obowiązkami duchownymi prowadził rozległą działalność społeczną, publicystyczną i muzyczną. W czasopismach „Slovenské pohľady”, „Sokol”, „Pešťbudínske vedomosti” i in. publikował artykuły o tematyce społecznej i religijnej, przyczynki krajoznawcze i notatki kulturalne. Wraz z J. Kadavým wydał kalendarz „Živena”, redagował wydawnictwo „Hlahol” (muzyczny dodatek do „Sokoła”). Był znawcą słowackich pieśni ludowych, a na łamach prasy wzywał wszystkich muzyków do zbierania i muzycznego zapisywania tych pieśni. Zajmował się również kompozycją. Skomponował muzykę do tekstów wielu słowackich poetów okresu słowackiego „przebudzenia” narodowego, z których najbardziej znaną jest „Hojže bože”, którą J.L. Bella opracował na chór męski. Skomponował również szereg mniejszych, popularnych później utworów na fortepian. Z bratem Eugenem Krčmérym (1830-1891) opracował i wydał „Slovenský spoločenský spevník” (1871). „Sborník slovenských národných piesní” (1870) Chrastka wzbogacił 17 utworami, a w zbiorze „Slovenské spevy” (1880-1881) J. Kadavégo zamieścił 53 pieśni. Pieśni te odegrały istotną rolę w procesie uświadomienia narodowego Słowaków, zwłaszcza po 1867 r., kiedy zaczął się wzmagać ucisk węgierski.